# أنتوني فاولر
أنتوني فاولر (بالإنجليزية: Antony Fowler) (مواليد 10 مارس 1991) هو ملاكم من المملكة المتحدة، مثّل بلاده في الألعاب الأولمبية الصيفية 2016.

## روابط خارجية
أنتوني فاولر على موقع بوكس ريك (الإنجليزية) (registration required)
- أنتوني فاولر على موقع اللجنة الأولمبية الدولية (الإنجليزية)
- أنتوني فاولر على موقع أوليمبيديا (الإنجليزية)
- أنتوني فاولر على موقع اللجنة الأولمبية البريطانية (الإنجليزية)
- أنتوني فاولر على موقع اتحاد ألعاب الكومنولث (مؤرشف) (الإنجليزية)
- أنتوني فاولر على موقع دورة ألعاب الكومنولث 2014 (مؤرشف) (الإنجليزية)